# Ludwig Schütte
Ludwig Schütte (* 26. März 1796 in Unna; † 5. April 1862 in Iserlohn) war ein Gutsbesitzer und preußischer Landrat.

## Leben und Wirken
Als Sohn der Eheleute Caspar Christian Schütte und Johanna Sophia Katharina Kuithan geboren, studierte Ludwig Schütte an den Universitäten Göttingen, Marburg und Heidelberg Rechtswissenschaft und wurde am 19. November 1816 zum Auskultator ernannt. Beim Land- und Stadtgericht Unna war er Gerichtsreferendar und am 10. März 1820 Gerichtsassessor. Am 4. Januar 1828 trat er seinen Dienst als Land- und Stadtrichter an, bis er im Dezember 1828 auf eigenen Wunsch aus dem Justizdienst ausschied. Anschließend als Rechtsanwalt tätig, wurde er am 10. Mai 1836 zum ersten Kandidaten für das Amt des Landrats gewählt. Die Prüfung zum Landrat bestand er am 30. Juli 1836 mit dem Ergebnis „zur Verwaltung eines Landratsamtes wohl fähig“, so dass er am 7. September 1836 definitiv zum Landrat des  Kreises Iserlohn ernannt wurde. Auf eigenen Wunsch schied er am 3. Februar 1862 wegen Alters aus dem Staatsdienst aus.
In den Jahren 1813/1814 diente Ludwig Schütte bei den märkischen freiwilligen Jägern und wurde am 9. Oktober 1817 Secondeleutnant im 1. Arnsberger Landwehr-Regiment.
Am 7. Juli 1821 heiratete er in Unna Friederika Johanna Luisa Rademacher. Acht Kinder gingen aus der Ehe hervor.

## Ehrungen
Geheimer Regierungsrat